# THE SHATTERER
『ORIGINAL SOUNDTRACK ALBUM FROM THE MOTION PICTURE THE SHATTERER』（オリジナル・サウンドトラックアルバム・フロム・ザ・モーション・ピクチャー・ザ・シャタラー）は、イギリスの作曲家であるトット・テイラーによる吉川晃司主演映画のサウンドトラック。
1987年6月5日にSMSレコードからLPレコードおよびCDにてリリースされた。映画『シャタラー』（1987年）のサウンドトラックである。吉川のシングル「終わらないSun Set」のカップリング曲「Endless Sunset (let it be forever)」が、唯一収録されているアルバムとなっている。
本作のLP盤はオリコンアルバムチャートにおいて最高位42位の登場週数5回で売り上げ枚数は0.5万枚となった。

## 収録曲
| 全作曲: トット・テイラー。 |                                             |       |                               |      |
| #                          | タイトル                                    | 作詞  | 作曲・編曲                    | 時間 |
| 1.                         | 「Cartune」                                 |       | トット・テイラー （ 英語版 ） | 2:46 |
| 2.                         | 「I kiss your hands - Mafia theme」         |       | トット・テイラー （ 英語版 ） | 2:44 |
| 3.                         | 「Bulletproof - 'Top Secret' agency theme」 |       | トット・テイラー （ 英語版 ） | 2:40 |
| 4.                         | 「Mondello-Love music」                     |       | トット・テイラー （ 英語版 ） | 3:51 |
| 5.                         | 「Take a shower in bullets」                |       | トット・テイラー （ 英語版 ） | 4:28 |
| 6.                         | 「Catalano Villa」                          |       | トット・テイラー （ 英語版 ） | 0:33 |
| 7.                         | 「Cartune」                                 |       | トット・テイラー （ 英語版 ） | 6:19 |
| 合計時間:                  | 合計時間:                                   | 23:21 |                               |      |

| 全作曲: トット・テイラー（特記除く）。 | |       |                              |      |
| #                                      | タイトル                                                                                                   | 作詞  | 作曲・編曲                   | 時間 |
| 8.                                     | 「Sicilia Nuova」                                                                                          |       | トット・テイラー（特記除く） | 2:47 |
| 9.                                     | 「Palermo caves」                                                                                          |       | トット・テイラー（特記除く） | 0:37 |
| 10.                                    | 「Blow-proofe」                                                                                            |       | トット・テイラー（特記除く） | 4:40 |
| 11.                                    | 「Valley of the temples」                                                                                  |       | トット・テイラー（特記除く） | 5:42 |
| 12.                                    | 「Endless Sunset (let it be forever)」(作詞・作曲: 吉川晃司、編曲: 後藤次利、リミックス: トット・テイラー) |       | トット・テイラー（特記除く） | 4:23 |
| 合計時間:                              | 合計時間:                                                                                                  | 18:09 |                              |      |

## スタッフ・クレジット

### 参加ミュージシャン
- ポール・ブルティテュード（英語版） – ドラムス
- ガス・ゴード – ベース
- レス・フィーケル – ボンゴ
- スチュアート・カーティス – クラリネット
- ジム・ラティガン – フレンチホルン
- ミック・バス – ギター
- カレン・ヴォーン – ハープ
- アン・モーフィー（英語版） – 指揮者
- クリス・トムリン – 指揮者
- ロッキー・ホルマン – コンピュータ・プログラミング
- ジョン・ウォレス – テナー・サクソフォーン
- Tin-tin D'Aroso – ティンパニ
- クリス・スミス・ジュニア – トランペット、フリューガーボーン

### 制作スタッフ
- 梅鉢康弘 – A&R
- バリー・クレムソン – レコーディング・エンジニア
- ボブ・マレット – レコーディング・エンジニア
- サイモン・ボハノン – レコーディング・エンジニア
- 染谷淳一 – アート・ディレクション、デザイン

## チャート
| チャート         | 最高順位 | 登場週数 | 売上数  | 規格 | 出典  |
| ---------------- | -------- | -------- | ------- | ---- | ----- |
| 日本（オリコン） | 42位     | 5回      | 0.5万枚 | LP   | [ 2 ] |

## リリース日一覧
| No. | 地域     | リリース日    | レーベル                     | 規格 | カタログ番号 | 備考 | 出典  |
| --- | -------- | ------------- | ---------------------------- | ---- | ------------ | ---- | ----- |
| 1   | 日本     | 1987年6月5日  | SMSレコード                  | LP   | SM25-5432    |      | [ 2 ] |
| 2   | 日本     | 1987年6月5日  | SMSレコード                  | CD   | MD30-5109    |      |       |
| 3   | イギリス | 1998年        | Tweed Records                | CD   | TWEED CD 6   |      |       |
| 4   | イギリス | 2019年5月31日 | Compact Organization Records | CD   | TWEED CD 6   |      | [ 1 ] |